# Ete (Sárköz)
Ete egy mezőváros volt a középkorban a Sárközben.

## Története
Már korábban is népes település volt, hisz a 14. század elején a Szent Lélek tiszteletére avatott aránylag nagy jövedelmű parochiális egyházáról olvasunk a pápai tizedjegyzékben. Ugyanekkor Etén kívül csupán Ebes, Őcsény, Kesztölc és Aszivágy voltak a Sárközben templomos helyek, Decsen csak fakápolna állt még a 15. század elején is, s a váci káptalan 1402-ben kért engedélyt a pápától, hogy helyette kőtemplomot építhessen és kegyúri plébániát alapíthasson. Minthogy kérvényében megemlíti, hogy ezen a vidéken a templomok kőből épültek, kőtemploma volt Etének is. 1402-ben a váci káptalan engedélyt kért a pápától, hogy a decsi fatemplom helyére kőtemplomot emelhessen és kegyúri plébániát alapíthasson.
1535-ben Kis Decs, Nagy Decs és Ete („Ette Város, az Sárvizen egy vámos híd által”) is szerepel a bátai apátság birtokait felsoroló jegyzékben.”...Ethei Péter Ispánnak Ethén egy Kriája. Hasonlóképpen a Gyüleviz mellékén vagyon hat ház és egy malomhely. Decsen egy nemesi Kuria az Mánta ateggel s az Köves-telekkel együtt, és Gyümölcs Kertekkel.  Ethey Kun Benedeknek nemesi kuriája Etén. Etei Kozma Mátyásnak egy kuriája Etén. Ez az Kozma Mátyás familiája dedicalt, senkinek másnak nincsen jószága közte.” 1539-ben ismét Báta esett áldozatul a török beütésnek. Következményeiben fontos esemény volt e vidék életében Szekszárd megszállása, amelyet 1532-ben foglalt el Kászon bég, aki “megvéve, megigeté és bele az ő népit szállítá,” olvassuk egy közel egykorú magyar krónikában. Ez az apátság végét jelentette, idegen kézre kerültek birtokai, és hamarosan   erre  a sorsra jutott a többi sárközi egyházi birtok is. 1541-ben a török sereg immár harmadszor vonult keresztül a megyén anélkül, hogy azt elfoglalta volna. A Buda megszerzését követő időszak állandó török beütései azonban nem hagytak kétséget afelől, hogy a török hadvezetés hamarosan kísérletet tesz a Buda-konstantinápolyi útvonal biztosítására, és ami ezzel egyet jelent Tolna vármegye elfoglalására. 1542-ben a török portyák már nemcsak a megye déli, hanem északi részét is fenyegették. 1544 végén Tolna vármegye területén már nem volt magyar őrség.
Etét 1535-ben még városként emlegették, de már a bátai apátság birtokaként. Etét a zavaros időkben (az 1530-40-es évek) Török Bálint foglalta el magának, mert ő húzta jövedelmeit. 1535-ben a bátai apátság birtoka volt, ahogy írták „Ette város” később Keserű Mihály kezére jutott, az ő magtalan halála után pedig Horváth Márk szigeti prefektus kérte fel és kapta meg I. Ferdinánd királytól Deccsel együtt 1558-ban. Horváth Márk, Ferdinánd király kedvelt embere, aki 1555-ben lett Szigetvár kapitánya, úgy igyekezett e fontos vár fenntartásáról gondoskodni, hogy a szomszédos, de még a messzebb fekvő falvakat is, így a bátai apátság jószágait is a várhoz foglalta le Ete jövedelmeit, még mielőtt megkapta volna, már ő szedette be. Amikor 1561-ben meghalt, Ete is kiskorú fiára, Györgyre szállt, azért nem szerepelt abban az összeírásban, amely hamarosan halála után királyi rendeletre készült. 1558 körül még Szigetvárnak adózott több sárközi faluval együtt. Ekkor írták “a szegény és megnyomorodott” eteiek híres szép levelüket, melyben elénk tárul a sárközi teraszon, tehát a jól hozzáférhető forgalmas helyen levő gazdag települések sorsa: miként sarcolják őket a király nevében a magyar végvárak, hogyan fosztják ki őket, hajtják el állataikat, égetik fel házaikat. Nagy Gáspár – írják – 236 forintot, két báránybőrrel bélelt istamét mentét, ezekre való négy ezüst horgot és két köpönyeget, Nagy Sebestyén pedig 92 forintot, két köpönyeget és két jó féket vett meg rajtuk; Balog Tamás Almási Gyurkóval nemcsak “megdúlta, megégeté a várast”, hanem még 110 forintot és egy ezüst horgot is kizsarolt tőlük; Furottas Demeter és Kalmár András 54 forintot, Morsoló Máté és két társa 25 forintot, továbbá két ruhára való itamet posztót és egy istamét dolmányt hajtott be tőlük, Sárközi Boldizsár pedig 8 forintot. Összesen 525  forint volt ez, ami igen jelentős összeg volt, s “ez mind a múlt esztendőben”, írták. “Immáran a várasnak jobb része elpusztult”, panaszolták, s megjegyezték azt is, hogy még ezzel sem elégedtek meg, hanem az ökreik nagy részét is elhajtották, úgyhogy akinek tíz ökre volt, megmaradt négy, akinek hat volt, maradt kettő, akinek egy ökre volt, “egy sincsen benne”. Külön megemlítették azt, hogy “mostanában kért Balog Tamás másfélszáz forintot és egy gránát dolmányt és mondja magát Nádasdy szolgájának.” S amikor azt mondták neki, hogy ők már megfizették a király adóját, azt felelte, hogy az ő ura Nádasdy Tamás, pöröljenek vele. Balog Tamás azzal is megfenyegette őket, hogy felégeti és megdúlja a várost, őket pedig szablyára hányja. Egyet megfogott közülük, megkötözve elvitte, s azzal fenyegette meg őket, hogyha “meg nem sarcolnak neki, az embert megsüti”. Könyörögve kérik Horvát Márk, szigeti várkapitányt, fékezze meg az őket sarcoló magyar vitézeket, mert különben el kell a városból futniuk és pusztán kell hagyniuk házaikat. 1559-ben 22 portát írtak össze.
Horváth Márkot a szigeti kapitányságban Zrínyi Miklós követte. Így az ő kezébe kerültek a sárközi falvak, köztük Ete és Decs is 1561-ben, s maradtak nála 1566-ig. A király vizsgálatot rendelt el Zrínyi önkéntes foglalásai miatt. A bizottság természetesen nem szállhatott ki az egyes településekre, hanem minden érdekelt faluból berendelt Szigetre néhány jobbágyot, köztük a bírót, s őket hallgatta ki. Az eteiek vallomásából, s ezeken 48 telkes jobbágy lakik, de él ott még 24 zsellér is.
A török is adóztatta az eteieket. A defterek szerint 1557-ben 155 adózó ház van Etén. 1566-ban 112. A ránk maradt defterek 1572-ben említik utoljára Etét, de a város még 1614-ben is szerepel a királyi kamara egy lajstromában. 1558-ban még lakott hely Decs. A tizedfizetők nevében Tybor Máté birót említik: 31 köböl és 2 pint a bortizedük. 6 dénárjával tartoznak fizetni. (Köbölönként itt 47 dénárt számítanak.) A magyar forint 100 dénárjával is tetemes a lakosság, ugyanis 15 forint bortizeddel tartoznak - és így  250 bortized-fizetőt kapunk. Azonban talán Asszonyfalvát is ide kell számítani. 1558-ban 6-6 dénárjával fizettettek a decsiekkel 15 forintot, 15x100 dénárt 31 köböl és 2 pint bor után.
Ete közvetlenül a szőlőhegyek aljában feküdt, de azért lakói, még a szomszédos ebesi és a nem messze fekvő kesztölci hegyen is műveltek szőlőt; 1566-ban pl. 120 etei jobbágy fizetett is musttizedet. Ennek az a magyarázata, hogy az etei szőlőhegyet közösen bírták a decsiekkel, s így kénytelenek voltak másutt terjeszkedni, a közeli Almás és Kesztölc települések elnéptelenedése módot adott rá. 1690-ben újra a szekszárdi apátság birtokaként sorolják fel Etét, szőlőit ekkor a bátaszéki jobbágyok művelik. Valószínű ezt úgy kell érteni, hogy a bátaszéki apátsághoz tartozó jobbágyok, vagyis a decsiek. Ete egykori lakói is akkor már a decsiek között vannak. A Sárvízen Ete tájékán a decsieknek malmuk is volt régen. Decset és Etét együtt adták el, vagy cserélték el, mivel a decsi jószágot még a 19. század végén is az egykori Ete határán keresztül mentették ki árvíz idején. 1685-ben, mikor ez a terület a bátaszéki apátság birtokában volt, de Ete puszta helyét a bátaszéki apát el akarta adni, a decsi jobbágyok könyörgő levélben így fordultak hozzá: “Apróerdős pusztáinkat…mi bírjuk, mert  másképp decsi földön nem is élhetnénk. De minthogy ez most Nagyságtok jószága és ezelőtt egy úrszámára való jószág volt, az okáért is külön azokat nem szakasztották.” Ennek fejében az uradalmak a 19. század közepéig a Sárköz árterületére más, távolabb eső falvak jószágait is bebocsátották arra alkalmas, száraz időben.